# 劉天孚
刘天孚（13世纪？—1316年），字裕民，元朝大名（今河北大名县）人。
刘天孚由中书译史升任东平总管府判官，改任都漕运司判官，历任冠州知州、许州知州，都有政绩。为母亲服丧后。担任知河中府。1316年，当时陕西行省丞相阿思罕作乱，他不愿归附，分兵把守主要关口。后阿思罕渡河，他八次派人至晋宁求援兵，援兵没有前来，他思忖不能抵抗，去阿思罕军中谈判，结果被扣留，于是投黄河自尽。追赠彭城郡侯。谥忠毅。